# Cathédrale Saint-Joseph de Buffalo
Cette  cathédrale n’est pas la seule cathédrale Saint-Joseph.
La cathédrale Saint-Joseph est la cathédrale catholique du diocèse de Buffalo dans l'État de New York aux États-Unis.

## Localisation
Elle se trouve dans le centre-ville de Buffalo, au 50 Franklin Street.

## Histoire
C'est en 1915 qu'est construite une nouvelle cathédrale remplaçant l'ancienne construite à partir de 1862. Elle est également dédiée à saint Joseph. Mais elle est démolie en 1977, par manque d'entretien et de moyens financiers. L'ancienne cathédrale redevient donc en 1977 la cathédrale du diocèse. Des évêques y sont inhumés dans la crypte, comme Mgr Timon (1797-1867), premier évêque de Buffalo.

## Architecture

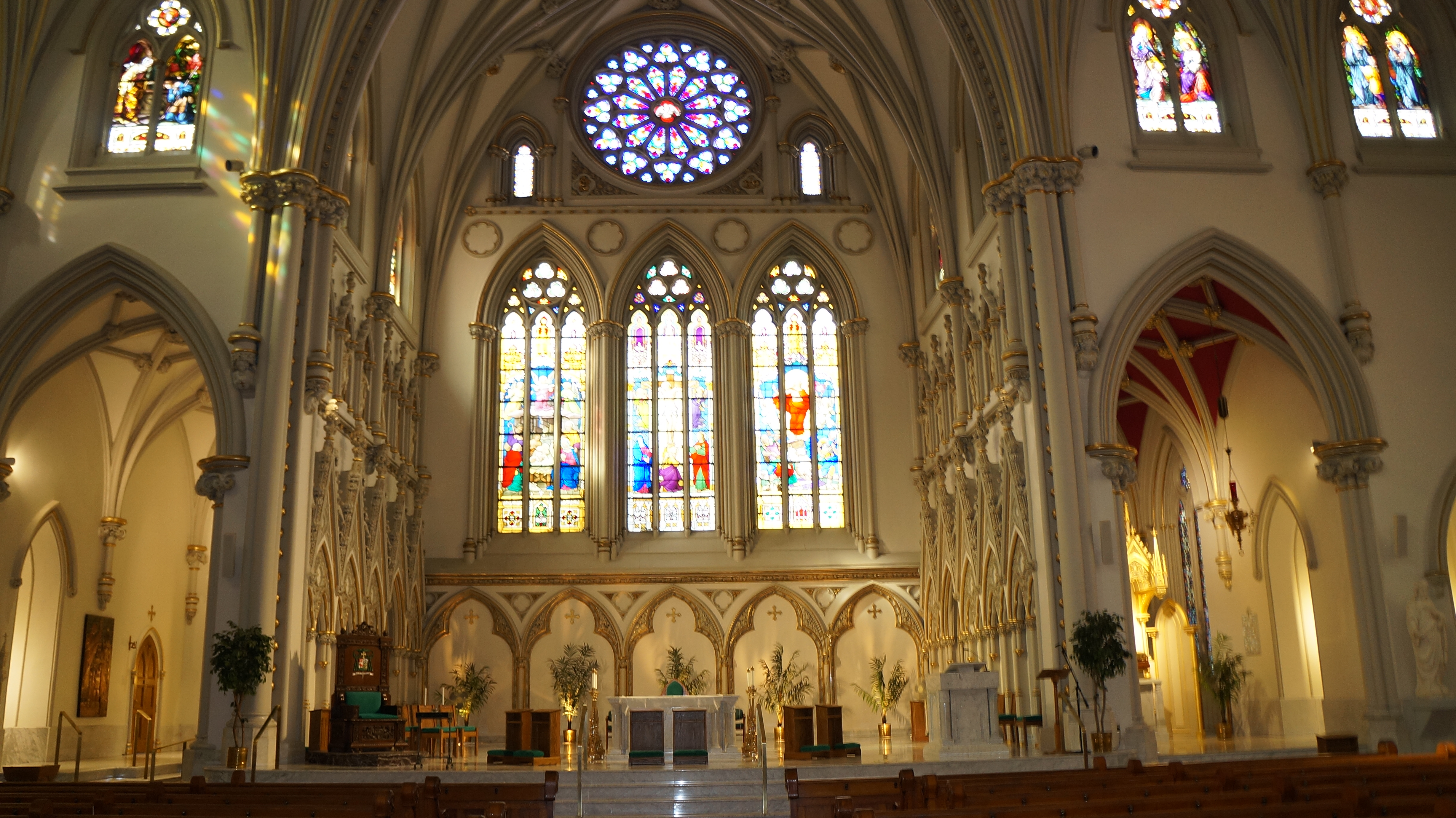
Le maître-autel.

La cathédrale actuelle a été construite à partir de 1862 en style néogothique français, mais les travaux, qui devaient selon les plans comporter deux tours, sont inachevés et seule la tour sud est construite avec un carillon de quarante-trois cloches datant de 1869 et issu des ateliers de Bollée et Fils du Mans en France. C'était à l'époque le carillon le plus important des États-Unis et le troisième du monde. Toutefois, lorsque le carillon est installé en 1870, il est trop lourd pour la tour et certaines cloches sont ôtées. Il n'en reste plus que deux aujourd'hui.

## Source
- (en) Cet article est partiellement ou en totalité issu de l’article de Wikipédia en anglais intitulé « Saint Joseph Cathedral in Buffalo » (voir la liste des auteurs).